# Турникет
Турникет е приспособление за осъществяване на кръвоспиране в крайник. Това става посредством опасването и пристягането му с лента, стегната превръзка, колан, маншет за мерене на кръвно налягане или специално изработени турникети.

## История
Турникетите в една форма или друга се използват на бойното поле от 1674 г. Те са били колани или превръзки, прилагани стегнато. Като специализирано устройство турникетът е рожба на 18 век. През 1718 г. френският хирург Жан Луи Петит разработва медицински колан с прикрепена към него ролка за затягане на колана около крайник, което да се използва като кръвоспиращо приспособление за намаляване кръвоизливите при определени операции. Нарича устройството „турникет“ от френския глагол „tourner“ (въртя). Неговото изобретение става възможно едва след откриване на кръвообращението от Уилям Харви, английски хирург и анатом, за първи път в модерната история описал кръвообращението през 1628 г.
Джоузеф Листър се смята за първия хирург, който използва турникет по време на операция, за да намали кървенето, а оттам и кръвозагубата на пациента през 1864 г. Той препопръчва преди поставянето на турникета да се издигне крайника, за да се намали/оттече обема кръв от него. През 1873 г., Фридрих фон Есмарх разработва идеята и въвежда гумен турникет за контролиране на кръвоспирането и кървенето. Този турникет е известен като турникет на Есмарх. По това време се е считало, че той е по-удобно устройство от турникета на Петит, тъй като не се налагало да се въртят ролки за пристягане. През 1881 г. Рихард фон Фолкман демонстрира настъпване на парализа на крайника като резултат от използване на турникета на Есмарх (прекалено пристягане и за продължително време).
През 1904 г. Харви Кушинг създава пневматичния турникет. Този вид турникет притиска кръвоносните съдове посредством напомпване на гумен балон, под нееластична лента опасваща крайника. Това е познатият на всички маншет за мерене на кръвното налягане. Преимуществата му пред турникета на Есмарх са:
- турникетът може да се приложи и свали лесно и бързо;
- ширината на лентата подсигурява срещу предизвикване на нервна парализа.

Огъст Биер използва два турникета, поставени на определени места върху крайника, за администриране на местна венозна упойка. Това става през 1908 г. В изолирания с турникет крайник се инжектира анестетиращ агент, за подготовка при болезнени ортопедични манипулации. През 1963 г. Хамилтън Е. Холмс модифицира метода на Биер като предлага използването само на един турникет. Анестезията поставена по този начин се нарича блок на Биер, или метод на Биер.
В началото на 1980-те години, микропроцесорната техника намира своето приложение и в развитието на самокалиброващи се турникети. Изобретението е на Джеймс Макиун, биомедицински инженер от Ванкувър, Канада. Първият му патент е издаден през 1984 г.; впоследствие Макиун работи за усъвършенствуването на микропроцесорния турникет, като днес почти всички електронни апарати за премерване на кръвното налягане инкорпорират подобно устройство, за намаляване на травма върху тъканите и нервите на крайника.

## Видове турникети
Съществуват няколко вида турникети. Хирургическите турникети са специално конструирани и се използват по време на операции по същия начин както предлага Петит. Турникетите за медицински процедури са сравнително евтини и елементарни устройства: обикновено гумени ленти или маркучета, които се поставят за вземане на лабораторна кръвна проба или поставяне на катетър за венозна инфузия. Последният вид турникет е този по спешност; той много често е импровизиран и може да се използва почти всякаква нееластична лента, заедно с приспособление за затягане при по-големите крайници. Те се използват за предотвратяване на масивен кръвоизлив от артериална кръвозагуба и изпадане в шок. Турникет при травма е последна алтернатива. Ако може да се осъществи кръвоспиране с прилагане на директно налягане върху раната то е за предпочитане. Ако все пак трябва да се постави турникет, препоръчва се охлабването му на всеки 15 – 20 минути, за да се избегне тъканна повреда поради липса на кислород в крайника под нивото на турникета.
Турникетите все още се използват широко във войсковите санитарни части, поради риска за големи кръвоизливи във военни конфликти и поради това, че даващият първа помощ медик може да се освободи и помага и на други пострадали, вместо да прилага налягане върху раната на боеца. Американски проучвани показват положителни резултати след използване на турникет и оцеляване на крайниците засеганти от кръвоизлив. Турникетите „по спешност“ се използват на бойното поле от самото им изобретяване през 1674 г. По данни на специалните санитарни военни части навременното кръвоспиране с прилагане на турникет увеличава с 50% шанса за оцеляване след травма. Контролирането на кръвоизливите е предотвратим риск; войната в Корея е имала между 7 и 9% смъртност вследствие на полеви кръвоизливи, които са предотвратими.

### Минимална оклузия
Минималната оклузия е стягане около крайника, което да е достатъчно малко, за да не се повреждат в дългосрочен аспект тъканите, но и достатъчно голямо за ефективно кръвоспиране. Минималната оклусия се постига с постепенно увеличаване на налягането около крайника, до желаното кръвоспиране. Изследвания показват, че минималната оклузия обикновено е по-ниска от практически прилаганата, което кара да се проверява предварително и в процеса на операцията, за да има ефективна хемостаза, без ненужна тъканна аноксия..